# 1950-es labdarúgó-világbajnokság
Az 1950-es labdarúgó-világbajnokság házigazdája Brazília volt, a tornát 1950. június 24. és július 16. között rendezték meg. A világbajnokság történetének negyedik kiírása volt, és az első, melyet a második világháború miatt 12 év kihagyás után rendeztek. Brazíliának a rendezési jogot 1946 júliusában ítélte oda a FIFA. Ez volt az első torna, melyen a kupát Rimet-kupának hívták, hogy ezzel ünnepeljék Jules Rimet elnöklésének 25. évfordulóját.
A trófeát Uruguay nyerte, csakúgy mint az első, 1930-as tornát, legyőzve a rendező Brazíliát 2–1-re a döntő fontosságú mérkőzésen a négyes döntő során (ez volt az egyetlen torna, ahol a finálé nem egy mérkőzésen dőlt el).

## Háttér
A második világháború miatt a világbajnokságot nem rendezték meg 1938 óta; az 1942-re és az 1946-ra tervezett mindkét világbajnokságot törölték. A háború után a FIFA intenzíven dolgozott a torna mihamarabbi újraindítása érdekében, és elkezdték tervezni a világbajnokság helyszínének keresését is. A háború következményeként Európa nagy része elpusztult. Ennek eredményeként a FIFA nehézségekkel küzdött, hogy találjon egy országot, amely érdeklődik az esemény megrendezése iránt, mivel sok kormány úgy vélte, a világ akkori helyzete nem kedvez a sportesemények rendezésének, ráadásul az erőforrások hiánya sem tette lehetővé a világbajnokság megszervezését. Egy ideig úgy tűnt, hogy az érdeklődés teljes hiányában nem rendezik meg a tornát, egészen addig, míg Brazília bejelentette a rendezési szándékát a FIFA 1946-os kongresszusán, azzal a feltétellel, hogy a torna időpontját tegyék át 1950-re (eredetileg 1949-ben akarták lebonyolítani). Brazília és Németország volt a két jelölt a tervezett, 1942-es labdarúgó-világbajnokságra; mivel 1934-ben és 1938-ban is európai házigazda volt, a labdarúgó történészek általánosan egyet értenek abban, hogy az 1942-es esemény rendezését valószínűleg egy dél-amerikai országnak ítélték volna oda. Brazília új pályázata nagyon hasonló volt a vitatott 1942-eséhez, amit gyorsan elfogadtak.

## Selejtezők

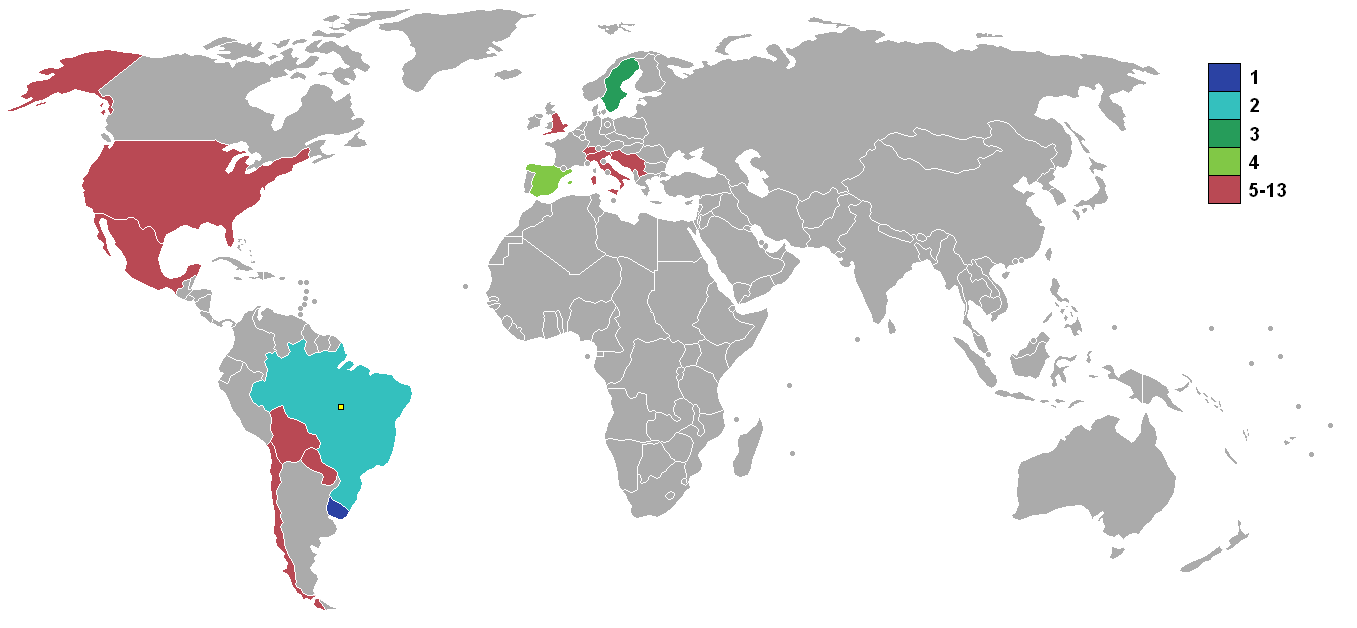
Részt vevő országok, miután a 16 kijutottból 3 visszalépett.

Miután megtalálták a házigazdát, a FIFA-nak meg kellett győznie az országokat, hogy elküldjék a nemzeti csapataikat versenyezni. Olaszország különösen érdekelt volt: az olaszok hosszú ideje a címvédők voltak (1938-ban nyertek), de az ország újjáépítése fontosabbnak bizonyult, mint a részvétel. Az olaszokat végül meggyőzték az indulásról, noha a híreszetelések szerint a FIFA állta minden utazási költségüket, azért hogy az olasz labdarúgó-válogatott képes legyen Brazíliába menni és játszani.
Olaszország és Ausztria, a háború előtti két sikeres csapat a nemzetközi szankcióknak volt kitéve, míg Japán megszállás alatt volt, és a megszállt és felosztott Németország nem kapott időben engedélyt a részvételre vagy a selejtezőkre. A francia megszállás alatt lévő Saar-vidék a világbajnokság előtt két héttel lett a FIFA tagja, néhány hónappal korábban a (Nyugat) Német Labdarúgó-szövetséget visszafogadta a FIFA, míg a szovjet megszállás alatti Kelet-Németország akkor még nem alapított Labdarúgó-szövetséget.
A brit nemzetek készek voltak a részvételre, négy évvel korábban újra csatlakoztak a FIFA-hoz, 17 évvel azt követően, hogy saját elhatározásból kiléptek. Ennek értelmében az 1949–1950-es brit nemzeti bajnokság volt a selejtező, ahol az első két helyezett kvalifikálta magát. Anglia végzett az első, Skócia pedig a második helyen, azonban a skótok visszaléptek, mivel nem ők lettek a brit bajnokok.
Két másik csapat, Törökország és India szintén visszalépett a selejtezőket követően, India azt nehezményezte, hogy a FIFA nem engedte meg nekik, hogy mezítláb játszanak. Franciaországot és Portugáliát hívták meg a helyükre, de visszautasították a szereplést. Végül annak ellenére, hogy eredetileg 16 csapat kvalifikálta magát, a visszalépések miatt mindössze 13 csapat vett részt a tornán.

## Résztvevők
| - Anglia - Brazília - Bolívia - Chile - Egyesült Államok - Jugoszlávia - Mexikó | - Olaszország - Paraguay - Spanyolország - Svájc - Svédország - Uruguay | Visszalépett - India - Skócia - Törökország |

## Összegzés
Eredetileg a torna lebonyolítása úgy történt volna, hogy a 16 csapatot felosztják négy négycsapatos csoportba, ahonnan a csoportgyőztesek továbbjutnak a négyes döntőbe, mely során eldöntik a győztes kilétét egy csoportkör formájában. Mivel azonban csupán 13 csapat versenyzett, így kialakítottak két négycsapatos, egy háromcsapatos, végül egy kétcsapatos csoportot. A sorsolást 1950. május 22-én tartották Rio de Janeiroban.
Az egyesített brit labdarúgó-válogatott barátságos mérkőzésen 6–1-re győzte le az európai válogatottat, így Anglia az egyik esélyesként utazott a versenyre. Azonban meglepetésre 1–0-s vereséget szenvedtek az Egyesült Államoktól (amikor az eredmény megjelent az angol újságokban, sokan azt hitték, hogy sajtóhibáról van szó), amely a Spanyolországtól elszenvedett 1–0-s vereséggel együttvéve Anglia kiesését jelentette.
A négyes döntőben azok a csapatok szerepeltek, amelyek megnyerték a csoportjukat: Brazília, Spanyolország, Svédország és az 1930-as labdarúgó-világbajnokság győztese, Uruguay, melynek ez volt az első világbajnoksága azóta, hogy megnyerte a legelső tornát. A világbajnok az a csapat lett, amely ennek a csoportnak az élén végzett. A négyes döntő mérkőzéseinek Rio de Janeiro és São Paulo adott otthont. Brazília az összes mérkőzését a riói Maracanã Stadionban játszotta, amíg São Paulóban rendezték az összes többi olyan találkozót, melyben nem volt érdekelt a házigazda. Brazília megnyerte az első két mérkőzését, Svédországot 7–1-re, Spanyolországot 6–1-re verte. Az Uruguay elleni döntő jelentőségű mérkőzést megelőzően Brazília a csoport élén volt, egy ponttal megelőzve a második helyezett Uruguayt. Július 16-án, hatalmas, 199 954 fős (egyes becslések szerint 205 000 fős) tömeg előtt az Estádio do Maracanãban a házigazdának elég lett volna egy döntetlen is Uruguay ellen a trófea elnyeréséhez. A spanyolok és a svédek elleni nagy különbségű győzelmek után bizonyosnak tűnt, hogy megszerzik a világbajnoki címet, annál is inkább, hogy a házigazda a második félidő második percében Friaça góljával megszerezte a vezetést. Uruguay mégis kiegyenlített, majd 11 perccel a mérkőzés vége előtt megfordította az eredményt 2–1-re, amikor Alcides Ghiggia gólt szerzett, így Uruguay második alkalommal nyert világbajnoki címet. A brazilok ezt a megdöbbentő vereségüket Maracanazo-nak hívják.
Az átlagos nézőszám mérkőzésenként közel 61 000 fős volt, melyet nagymértékben elősegített az újonnan épített Maracanãban lejátszott nyolc mérkőzés (beleértve Brazília öt találkozóját), s a rekord egészen 1994-ig állt. Nem számítva a Maracanã-ban rendezett mérkőzéseket, az átlagnézőszám 37 500 volt. Az egyetlen stadion a riói Maracanã, mely összehasonlítható a közelmúltbeli világbajnokságokkal a látogatottság tekintetében. A többi helyszín jelentősen kisebb tömeget vonzott.

## Helyszínek
A mérkőzéseket hat város (Belo Horizonte, Curitiba, Porto Alegre, Recife, Rio de Janeiro, São Paulo) hat stadionjában rendezték.
| Rio de Janeiro                                                                     | São Paulo                                                                           | Belo Horizonte                                                                     |
| ---------------------------------------------------------------------------------- | ----------------------------------------------------------------------------------- | ---------------------------------------------------------------------------------- |
| Maracanã Stadion                                                                   | Estádio do Pacaembu                                                                 | Estádio Sete de Setembro                                                           |
| d. sz. 22° 54′ 44″, ny. h. 43° 13′ 49″22.912167°S 43.230164°WEstádio do Maracanã   | d. sz. 23° 32′ 55″, ny. h. 46° 39′ 54″23.548639°S 46.665111°WEstádio do Pacaembu    | d. sz. 19° 54′ 30″, ny. h. 43° 55′ 04″19.908333°S 43.917778°WEstádio Independência |
| Befogadóképesség: 199,854                                                          | Befogadóképesség: 60,000                                                            | Befogadóképesség: 30,000                                                           |
|                                                                                    |                                                                                     |                                                                                    |
| Rio de Janeiro São Paulo Belo Horizonte Curitiba Porto Alegre Recife               |                                                                                     |                                                                                    |
| Curitiba                                                                           | Porto Alegre                                                                        | Recife                                                                             |
| d. sz. 25° 26′ 22″, ny. h. 49° 15′ 21″25.439444°S 49.255833°WEstádio Vila Capanema | d. sz. 30° 03′ 42″, ny. h. 51° 13′ 38″30.061667°S 51.227222°WEstádio dos Eucaliptos | d. sz. 8° 03′ 47″, ny. h. 34° 54′ 11″8.062953°S 34.902981°WEstádio Ilha do Retiro  |
| Estádio Durival de Britto                                                          | Estádio dos Eucaliptos                                                              | Estádio Ilha do Retiro                                                             |
| Befogadóképesség: 10,000                                                           | Befogadóképesség: 20,000                                                            | Befogadóképesség: 20,000                                                           |
|                                                                                    |                                                                                     |                                                                                    |

## Játékvezetés

### Játékvezetők
| Európa - George Reader - Reginald Leafe - Arthur Ellis - Alois Beranek - Giovanni Galeati - Generoso Dattilo - Leo Lemešić - Jean Lutz - Charles de la Salle - Roma Ramon Azon - Karel van der Meer - Ivan Eklind - Gunnar Dahlner - José Vieira da Costa - Mervyn Griffiths - George Mitchell | Észak-Amerika - Prudencio Garcia Közép-Amerika - Carlos Tejeda Dél-Amerika - Alberto Malcher - Mario Viana - Mário Gardelli - Alfredo Alvarez - Sergio Bustamante - Cayetano De Nicola - Mario Ruben Heyne - Esteban Marino |

## Keretek
A tornán szerepelt összes keret listájához lásd az 1950-es labdarúgó-világbajnokság (keretek)-et.

## Eredmények

### Csoportkör

#### 1. csoport
| Csapat      | M | Gy | D | V | Rg | Kg | Gk | P |
| ----------- | - | -- | - | - | -- | -- | -- | - |
| Brazília    | 3 | 2  | 1 | 0 | 8  | 2  | +6 | 5 |
| Jugoszlávia | 3 | 2  | 0 | 1 | 7  | 3  | +4 | 4 |
| Svájc       | 3 | 1  | 1 | 1 | 4  | 6  | –2 | 3 |
| Mexikó      | 3 | 0  | 0 | 3 | 2  | 10 | –8 | 0 |

| 1950. június 24. 15:00 |

| Brazília                             | 4 – 0               | Mexikó |
| ------------------------------------ | ------------------- | ------ |
| Ademir 30' 79' Jair 65' Baltazar 71' | (1 – 0) Jegyzőkönyv |        |

| Maracanã Stadion, Rio de Janeiro Nézőszám: ~81 000 Játékvezető: George Reader (angol) Asszisztensek: Mervyn Griffiths (walesi) George Mitchell (skót) |

| 1950. június 25. 18:00 |

| Jugoszlávia                              | 3 – 0               | Svájc |
| ---------------------------------------- | ------------------- | ----- |
| Tomašević 58' Tomašević 78' Ognjanov 84' | (0 – 0) Jegyzőkönyv |       |

| Estadio Sete de Setembro, Belo Horizonte Nézőszám: ~8 000 Játékvezető: Giovanni Galeati (olasz) Asszisztensek: Ivan Eklind (svéd) Generoso Dattilo (olasz) |

| 1950. június 28. 15:00 |

| Brazília                | 2 – 2               | Svájc          |
| ----------------------- | ------------------- | -------------- |
| Alfredo 3' Baltazar 32' | (2 – 1) Jegyzőkönyv | Fatton 17' 88' |

| Estádio do Pacaembu, São Paulo Nézőszám: ~42 000 Játékvezető: Roma Ramon Azon (spanyol) Asszisztensek: Sergio Bustamante (chilei) Cayetano De Nicola (paraguayi) |

| 1950. június 28. 18:15 |

| Mexikó               | 1 – 4               | Jugoszlávia                                  |
| -------------------- | ------------------- | -------------------------------------------- |
| Ortíz 87' (11-esből) | (0 – 2) Jegyzőkönyv | Bobek 19' Ž. Čajkovski 22' 62' Tomašević 81' |

| Estádio dos Eucaliptos, Porto Alegre Nézőszám: ~11 000 Játékvezető: Reginald Leafe (angol) Asszisztensek: Mario Ruben Heyne (paraguayi) Karel van der Meer (holland) |

| 1950. július 1. 15:00 |

| Brazília              | 2 – 0               | Jugoszlávia |
| --------------------- | ------------------- | ----------- |
| Ademir 3' Zizinho 69' | (1 – 0) Jegyzőkönyv |             |

| Maracanã Stadion, Rio de Janeiro Nézőszám: ~142 000 Játékvezető: Mervyn Griffiths (walesi) Asszisztensek: Alois Beranek (osztrák) José Vieira da Costa (portugál) |

| 1950. július 2. 15:40 |

| Mexikó      | 1 – 2               | Svájc                |
| ----------- | ------------------- | -------------------- |
| Casarín 75' | (0 – 2) Jegyzőkönyv | Bader 10' Tamini 37' |

| Estádio dos Eucaliptos, Porto Alegre Nézőszám: ~3 500 Játékvezető: Ivan Eklind (svéd) Asszisztensek: Gunnar Dahlner (svéd) Sergio Bustamante (chilei) |

#### 2. csoport
| Csapat           | M | Gy | D | V | Rg | Kg | Gk | P |
| ---------------- | - | -- | - | - | -- | -- | -- | - |
| Spanyolország    | 3 | 3  | 0 | 0 | 6  | 1  | +5 | 6 |
| Anglia           | 3 | 1  | 0 | 2 | 2  | 2  | 0  | 2 |
| Chile            | 3 | 1  | 0 | 2 | 5  | 6  | –1 | 2 |
| Egyesült Államok | 3 | 1  | 0 | 2 | 4  | 8  | –4 | 2 |

| 1950. június 25. 15:00 |

| Anglia                    | 2 – 0               | Chile |
| ------------------------- | ------------------- | ----- |
| Mortensen 39' Mannion 51' | (1 – 0) Jegyzőkönyv |       |

| Maracanã Stadion, Rio de Janeiro Nézőszám: ~30 000 Játékvezető: Karel van der Meer (holland) Asszisztensek: Mário Gardelli (brazil) Gunnar Dahlner (svéd) |

| 1950. június 25. 15:00 |

| Spanyolország            | 3 – 1               | Egyesült Államok |
| ------------------------ | ------------------- | ---------------- |
| Basora 75' 78' Zarra 85' | (0 – 1) Jegyzőkönyv | Pariani 17'      |

| Estádio Durival de Britto, Curitiba Nézőszám: ~9 000 Játékvezető: Mario Viana (brazil) Asszisztensek: José Vieira da Costa (portugál) Charles de la Salle (francia) |

| 1950. június 29. 15:00 |

| Spanyolország        | 2 – 0               | Chile |
| -------------------- | ------------------- | ----- |
| Basora 17' Zarra 30' | (2 – 0) Jegyzőkönyv |       |

| Maracanã Stadion, Rio de Janeiro Nézőszám: ~20 000 Játékvezető: Alberto Malcher (brazil) Asszisztensek: Esteban Marino (uruguayi) Alfredo Alvarez (bolíviai) |

| 1950. június 29. 18:00 |

| Egyesült Államok | 1 – 0               | Anglia |
| ---------------- | ------------------- | ------ |
| Gaetjens 38'     | (1 – 0) Jegyzőkönyv |        |

| Estádio Independência, Belo Horizonte Nézőszám: ~10 000 Játékvezető: Generoso Dattilo (olasz) Asszisztensek: Charles de la Salle (francia) Giovanni Galeati (olasz) |

| 1950. július 2. 15:00 |

| Spanyolország | 1 – 0               | Anglia |
| ------------- | ------------------- | ------ |
| Zarra 48'     | (0 – 0) Jegyzőkönyv |        |

| Maracanã Stadion, Rio de Janeiro Nézőszám: ~74 000 Játékvezető: Giovanni Galeati (olasz) Asszisztensek: Jean Lutz (svájci) Generoso Dattilo (olasz) |

| 1950. július 2. 18:00 |

| Chile                                        | 5 – 2               | Egyesült Államok                |
| -------------------------------------------- | ------------------- | ------------------------------- |
| Robledo 16' Cremaschi 32' 61' 82' Prieto 54' | (2 – 0) Jegyzőkönyv | Wallace 47' Maca 48' (11-esből) |

| Estádio Ilha do Retiro, Recife Nézőszám: ~8 000 Játékvezető: Mário Gardelli (brazil) Asszisztensek: Mario Ruben Heyne (paraguayi) Alfredo Alvarez (bolíviai) |

#### 3. csoport
| Csapat      | M | Gy | D | V | Rg | Kg | Gk | P |
| ----------- | - | -- | - | - | -- | -- | -- | - |
| Svédország  | 2 | 1  | 1 | 0 | 5  | 4  | +1 | 3 |
| Olaszország | 2 | 1  | 0 | 1 | 4  | 3  | +1 | 2 |
| Paraguay    | 2 | 0  | 1 | 1 | 2  | 4  | –2 | 1 |

| 1950. június 25. 15:00 |

| Svédország                    | 3 – 2               | Olaszország                   |
| ----------------------------- | ------------------- | ----------------------------- |
| Jeppson 25' 68' Andersson 33' | (2 – 1) Jegyzőkönyv | Carapellese 7' Muccinelli 75' |

| Estádio do Pacaembu, São Paulo Nézőszám: ~50 000 Játékvezető: Jean Lutz (svájci) Asszisztensek: Alois Beranek (osztrák) Carlos Tejeda (mexikói) |

| 1950. június 29. 15:30 |

| Svédország               | 2 – 2               | Paraguay                   |
| ------------------------ | ------------------- | -------------------------- |
| Sundqvist 17' Palmér 25' | (2 – 1) Jegyzőkönyv | López 34' López Fretes 74' |

| Estádio Durival de Britto, Curitiba Nézőszám: ~8 000 Játékvezető: George Mitchell (skót) Asszisztensek: Leo Lemešić (jugoszláv) Prudencio Garcia (amerikai) |

| 1950. július 2. 15:00 |

| Olaszország                    | 2 – 0               | Paraguay |
| ------------------------------ | ------------------- | -------- |
| Carapellese 12' Pandolfini 62' | (1 – 0) Jegyzőkönyv |          |

| Estádio do Pacaembu, São Paulo Nézőszám: ~26 000 Játékvezető: Arthur Ellis (angol) Asszisztensek: Prudencio Garcia (amerikai) Charles de la Salle (francia) |

- India visszalépett

#### 4. csoport
| Csapat  | M | Gy | D | V | Rg | Kg | Gk | P |
| ------- | - | -- | - | - | -- | -- | -- | - |
| Uruguay | 1 | 1  | 0 | 0 | 8  | 0  | +8 | 2 |
| Bolívia | 1 | 0  | 0 | 1 | 0  | 8  | –8 | 0 |

| 1950. július 2. 18:00 |

| Uruguay                                                               | 8 – 0               | Bolívia |
| --------------------------------------------------------------------- | ------------------- | ------- |
| Míguez 14' 40' 51' Schiaffino 17' 53' Vidal 18' Pérez 83' Ghiggia 87' | (4 – 0) Jegyzőkönyv |         |

| Estádio Independência, Belo Horizonte Nézőszám: ~5 000 Játékvezető: George Reader (angol) Asszisztensek: Roma Ramon Azon (spanyol) Cayetano De Nicola (paraguayi) |

- Törökország visszalépett
- Skócia visszalépett

### Csoportgyőztesek körmérkőzése
| Csapat        | M | Gy | D | V | Rg | Kg | Gk  | P |
| ------------- | - | -- | - | - | -- | -- | --- | - |
| Uruguay       | 3 | 2  | 1 | 0 | 7  | 5  | +2  | 5 |
| Brazília      | 3 | 2  | 0 | 1 | 14 | 4  | +10 | 4 |
| Svédország    | 3 | 1  | 0 | 2 | 6  | 11 | –5  | 2 |
| Spanyolország | 3 | 0  | 1 | 2 | 4  | 11 | –7  | 1 |

| 1950. július 9. 15:00 |

| Brazília                                        | 7 – 1               | Svédország               |
| ----------------------------------------------- | ------------------- | ------------------------ |
| Ademir 17' 37' 51' 59' Chico 39' 87' Maneca 85' | (3 – 0) Jegyzőkönyv | Andersson 67' (11-esből) |

| Maracanã Stadion, Rio de Janeiro Nézőszám: ~138 000 Játékvezető: Arthur Ellis (angol) Asszisztensek: Prudencio Garcia (amerikai) Charles de la Salle (francia) |

| 1950. július 9. 15:00 |

| Uruguay                | 2 – 2               | Spanyolország  |
| ---------------------- | ------------------- | -------------- |
| Ghiggia 27' Varela 72' | (1 – 2) Jegyzőkönyv | Basora 39' 41' |

| Estádio do Pacaembu, São Paulo Nézőszám: ~44 000 Játékvezető: Mervyn Griffiths (walesi) Asszisztensek: Generoso Dattilo (olasz) Alfredo Alvarez (bolíviai) |

| 1950. július 13. 15:00 |

| Brazília                                                        | 6 – 1               | Spanyolország |
| --------------------------------------------------------------- | ------------------- | ------------- |
| Parra 15' (öngól) Jair 21' Chico 29' 55' Ademir 57' Zizinho 74' | (3 – 0) Jegyzőkönyv | Igoa 70'      |

| Maracanã Stadion, Rio de Janeiro Nézőszám: ~152 000 Játékvezető: Reginald Leafe (angol) Asszisztensek: George Mitchell (skót) José Vieira da Costa (portugál) |

| 1950. július 13. 15:00 |

| Uruguay                    | 3 – 2               | Svédország              |
| -------------------------- | ------------------- | ----------------------- |
| Ghiggia 39' Míguez 77' 84' | (1 – 2) Jegyzőkönyv | Palmér 4' Sundqvist 41' |

| Estádio do Pacaembu, São Paulo Nézőszám: ~8 000 Játékvezető: Giovanni Galeati (olasz) Asszisztensek: Alois Beranek (osztrák) Cayetano De Nicola (paraguayi) |

| 1950. július 16. 15:00 |

| Svédország                            | 3 – 1               | Spanyolország |
| ------------------------------------- | ------------------- | ------------- |
| Sundqvist 15' Mellberg 34' Palmér 79' | (2 – 0) Jegyzőkönyv | Zarra 82'     |

| Estádio do Pacaembu, São Paulo Nézőszám: ~11 000 Játékvezető: Karel van der Meer (holland) Asszisztensek: Jean Lutz (svájci) Prudencio Garcia (amerikai) |

| 1950. július 16. 15:00 |

| Uruguay                    | 2 – 1               | Brazília   |
| -------------------------- | ------------------- | ---------- |
| Schiaffino 66' Ghiggia 79' | (0 – 0) Jegyzőkönyv | Friaça 47' |

| Maracanã Stadion, Rio de Janeiro Nézőszám: ~199 954 Játékvezető: George Reader (angol) Asszisztensek: Arthur Ellis (angol) George Mitchell (skót) |

## Díjak
| Az 1950-es labdarúgó-világbajnokság győztese |
| -------------------------------------------- |
| · Uruguay · 2. cím                           |

## Gólszerzők
| 8 gólos - Ademir 5 gólos - Estanislao Basora - Óscar Míguez 4 gólos - Chico - Zarra - Alcides Ghiggia 3 gólos - Karl-Erik Palmér - Stig Sundqvist - Juan Alberto Schiaffino 2 gólos - Baltazar - Jair - Zizinho - Atilio Cremaschi - Riccardo Carapellese - Sune Andersson - Hasse Jeppson - Jacques Fatton - John Souza - Željko Čajkovski - Kosta Tomašević | 1 gólos - Alfredo - Friaça - Maneca - Andrés Prieto - George Robledo - Fernando Riera - Wilf Mannion - Stan Mortensen - Ermes Muccinelli - Egisto Pandolfini - Horacio Casarín - Héctor Ortíz - Atilio López - César López - Silvestre Igoa - Bror Mellberg - René Bader - Jean Tamini - Joe Gaetjens - Frank Wallace - Julio Pérez - Obdulio Varela - Ernesto Vidal - Stjepan Bobek - Tihomir Ognjanov |

## Végeredmény
Az első négy helyezett utáni sorrend nem tekinthető hivatalosnak, mivel ezekért a helyekért nem játszottak mérkőzéseket. Ezért e helyezések meghatározása a következők szerint történt:
1. több szerzett pont,
2. jobb gólkülönbség,
3. több szerzett gól,
4. nemzetnév.

A hazai csapat eltérő háttérszínnel kiemelve.

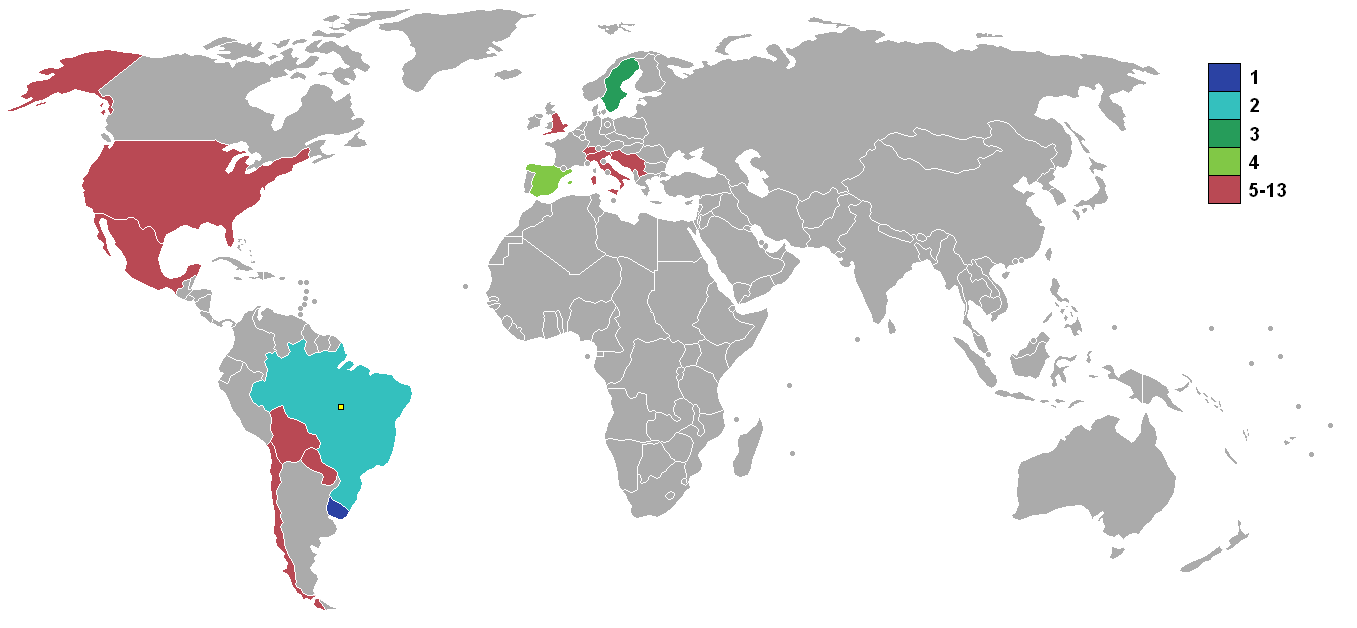
Az 1950-es labdarúgó-világbajnokságon részt vevő országok helyezései

| Helyezés                 | Nemzet           | M | Gy | D | V | G+ | G– | Gk  | P |
| ------------------------ | ---------------- | - | -- | - | - | -- | -- | --- | - |
| Arany                    | Uruguay          | 4 | 3  | 1 | 0 | 15 | 5  | +10 | 7 |
| Ezüst                    | Brazília         | 6 | 4  | 1 | 1 | 22 | 6  | +16 | 9 |
| Bronz                    | Svédország       | 5 | 2  | 1 | 2 | 11 | 15 | -4  | 5 |
| 4.                       | Spanyolország    | 6 | 3  | 1 | 2 | 10 | 12 | -2  | 7 |
| A csoportkörben estek ki |                  |   |    |   |   |    |    |     |   |
| 5.                       | Jugoszlávia      | 3 | 2  | 0 | 1 | 7  | 3  | +4  | 4 |
| 6.                       | Svájc            | 3 | 1  | 1 | 1 | 4  | 6  | -2  | 3 |
| 7.                       | Olaszország      | 2 | 1  | 0 | 1 | 4  | 3  | +1  | 2 |
| 8.                       | Anglia           | 3 | 1  | 0 | 2 | 2  | 2  | 0   | 2 |
| 9.                       | Chile            | 3 | 1  | 0 | 2 | 5  | 6  | -1  | 2 |
| 10.                      | Egyesült Államok | 3 | 1  | 0 | 2 | 4  | 8  | -4  | 2 |
| 11.                      | Paraguay         | 2 | 0  | 1 | 1 | 2  | 4  | -2  | 1 |
| 12.                      | Mexikó           | 3 | 0  | 0 | 3 | 2  | 10 | –8  | 0 |
| 13.                      | Bolívia          | 1 | 0  | 0 | 1 | 0  | 8  | –8  | 0 |